# Fédon de Élis
Fédon de Élis (em grego:  Φαίδων, gen.: Φαίδωνος; século IV a.C.) foi um filósofo grego. Fédon era nativo de Élis, tendo sido capturado em guerra e vendido como escravo. Veio posteriormente a entrar em contacto com Sócrates em Atenas, tendo este o libertado da escravatura. Ele esteve presente na morte de Sócrates, tendo Platão nomeado um dos seus diálogos de Fédon.
Mais tarde, regressou a Élis, fundando uma escola filosófica, a Escola de Élis. Quase nada é sabido acerca das suas doutrinas; a sua escola foi posteriormente transferida para Erétria por um dos seus estudantes, Menedemo, onde se formou a Escola de Erétria.

## Vida
Nascido nos últimos anos do século V a.C., Fédon era nativo de Élia, pertencente à classe alta. Foi feito prisioneiro na sua juventude, tendo passado para a posse de um comerciante de escravos ateniense; era também de considerável beleza física, tendo sido compelido para a prostituição. A ocasião onde se tornou escravo foi sem dúvida durante a guerra entre Esparta e Élis, em 402-1 a.C., na qual os espartanos tiveram companhia dos atenienses em 401 a.C.